# Рабгузи
Рабгузи́ (псевдоним; настоящее имя: Наср ад-дин, сын Бурхан ад-дина) — тюркоязычный писатель и поэт из Хорезма конца XIII — начала XIV вв.

## Биография
Рабгузи родился в Хорезме, в местности Рабати Огуз, от названия которой образован его псевдоним. Кроме родного тюркского Рабгузи хорошо знал арабский и персидский языки. Был кадием (судьей).

## Творчество
Основное произведение Рабгузи «Рассказы Рабгуза о пророках» («Киссаи Рабгузи»). Прозаическое произведение религиозно-дидактического характера Рабгузи «Кысас ал-анбия» написано в 1310-1311 г. на территории Северного Хорезма на хорезмско-тюркском литературном языке, имевшем хождение на территории по нижнему течению реки Сырдарьи и Золотой Орды.
Сочинение 1309-1310 гг. дошло до нас не в автографе, а в рукописях XV—XVI вв. Произведение состоит из 72 сказов по религиозной тематике, в основном из Библии и Корана. Рассказы включают вставки из стихотворений. Некоторые рассказы заимствованы из исторических хроник, в частности из «Истории Табари». Рассказы носят дидактический характер, в них проповедуется добродетель и осуждаются пороки. Рабгузи был также автором лирических стихов.
«Кысас ал-анбия» пользовалось большой известностью в татарской культуре и даже было включено в программу обучения в медресе в качестве учебника.

## Издания трудов
В Туркменистане, основной труд Рабгузи «Киссаи Рабгузи (Кысасыл Энбия)» на современном туркменском языке был издан в 2004 г.  Национальным институтом рукописей Туркменистана в издательстве «Мирас».